# コミック花いちもんめ
コミック花いちもんめとは、かつてメディアックスより出版されていた成人向け漫画雑誌である。1991年から1995年にかけて月刊誌として発刊された。

## 概要
1991年4月に創刊。初期の表紙イラストは亜麻木硅が担当していた。
がぁさん、くら☆りっさ、美衣暁、猫島礼、陽気婢など、既に成年漫画界で活躍していた作家陣に加え、いとう直など独自の新人賞からデビューさせた作家を織り混ぜた混成誌面となっていた。1991年8月にコミック花いちもんめ増刊として創刊されたパソコンパラダイスとの関連も強く、1993年から休刊まで、スタジオトゥインクル所属のキャラクターデザイナー・林家ぱー（林家志弦）が表紙イラストを担当していた。
絵柄の傾向としては、当時の流行であるアニメ的なポップな絵柄の作家が多かった。読者層にもそちらを見込んでいたらしく、夏冬のコミックマーケット前の号ではコミックマーケットに参加する予定の執筆陣が描いたサークルカットを特集ページに一挙掲載することもあった。読者との距離感の近さは売りのひとつでもあったのか、読者投稿コーナーで編集部の花見予定を公開し、参加者を募ったりもしたことがある。
競合他誌に比べて執筆陣の変化が少なかったが、後期はOVA化もされたカズマ G-VERSIONの長編『エルフの若奥様』や、たくま朋正、やまと将臣らが主力を担っていた。
1995年2月号をもって休刊、コミックハウスが編集を担当するコミックゲイザー、コミックライズとリニューアルしつつ、2001年まで刊行を続けた。
その後は、系列誌のライズEXやコミックファンタジーライズと共にコミックPOTへ統合され、2006年まで刊行された。